# Yazid Heimur
Yazid Heimur (* 18. November 2002) ist ein deutscher Fußballspieler.

## Karriere
Nach seinen Anfängen in der Jugend des Berliner Sport-Club wechselte er im Sommer 2017 in die Jugendabteilung von Tennis Borussia Berlin. Nachdem er für seinen Verein zu 18 Spielen in der B-Junioren-Bundesliga gekommen war, erfolgte im Sommer 2020 sein Wechsel in die Jugendabteilung des FC Viktoria 1889 Berlin. Dort unterschrieb er nach vier Einsätzen in der A-Junioren-Bundesliga seinen ersten Profivertrag und kam auch zu seinem ersten Einsatz im Profibereich, als er am 15. August 2021, dem 3. Spieltag, beim 4:0-Heimsieg gegen den 1. FC Kaiserslautern in der 90. Spielminute für Björn Jopek eingewechselt wurde. In der Winterpause löste er gemeinsam mit drei Teamkollegen seinen Vertrag aus persönlichen Gründen auf und schloss sich anschließend Hertha 03 Zehlendorf in der Oberliga Nordost an.